# Welt am Draht
Lumea pe sârmă (în germană Welt am Draht) este un miniserial TV științifico-fantastic german din 1973, cu Klaus Löwitsch în rolul principal și regizat de Rainer Werner Fassbinder. Filmat în 16 mm, a fost realizat pentru televiziunea vest-germană și difuzat inițial în 1973 de ARD în două părți. S-a bazat pe romanul Simulacron-3 (1964) de Daniel F. Galouye. O adaptare a versiunii lui Fassbinder a fost prezentată ca piesa de teatru World of Wires (Lumea firelor), în regia lui Jay Scheib, în 2012.
Accentul nu se pune pe acțiune, ci pe aspecte sofistice și filozofice ale minții umane, pe simulare și rolul cercetării științifice. Un film bazat pe același roman, regizat de Josef Rusnak și intitulat Etajul 13, cu Craig Bierko în rolul principal, a fost lansat în 1999.

## Rezumat
În prezent, noul supercomputer al Institutului de Cibernetică și Futurologie (Institut für Kybernetik und Zukunftsforschung) găzduiește un program de simulare care include o lume artificială cu peste 9.000 de „unități de identitate” care trăiesc ca ființe umane, fără să știe că lumea lor este doar o simulare. Profesorul Vollmer (Adrian Hoven), care este directorul tehnic al programului, se pare că este în pragul unei descoperiri secrete incredibile. El devine din ce în ce mai agitat și antisocial înainte de a muri într-un accident misterios. Succesorul său, dr. Fred Stiller, are o discuție cu Günther Lause, consilierul de securitate al institutului, dar acesta din urmă dispare brusc fără urmă înainte de a putea transmite secretul lui Vollmer lui Stiller. Mai misterios este și faptul că niciunul dintre ceilalți angajați ai Institutului nu pare să aibă vreo amintire despre Lause.
Între timp, una dintre unitățile de identitate din simulare încearcă să se sinucidă. Această unitate este ștearsă de colegul lui Stiller, Walfang, pentru a menține simularea stabilă. Pentru a investiga motivele sinuciderii, Stiller intră în lumea simulată pentru a intervieva unitatea. Aceasta, numită Einstein, este singura unitate de identitate care știe că „lumea” este o simulare, iar acest lucru este necesar pentru a rula programul. În încercarea de a deveni o persoană reală, Einstein își transferă mintea în corpul lui Walfang, în timp ce Stiller este în contact cu lumea simulată. Einstein îi dă lui Stiller o explicație pentru misterele, amintirile care dispar și persoanele care dispar, spunându-i că „lumea reală” a lui Stiller nu este altceva decât o simulare a lumii reale, care este cu un nivel mai sus.
Această cunoaștere îl face pe Stiller să înnebunească. Ceilalți oameni „adevărați” îl interoghează pe Stiller și este amenințat cu moartea, încarcerarea și angajamentul involuntar. Stiller îl convinge pe Hahn, psihologul Institutului, de teoria sa. Acesta din urmă moare în curând într-un accident, iar Stiller devine suspect în cazul morții lui Hahn și a lui Vollmer.
Stiller fuge și caută unitatea de contact necesară care să-i conecteze lumea „reală” cu lumea reală, un nivel mai sus. El supraviețuiește mai multor tentative de asasinat și descoperă că acest contact este Eva, care a fost proiectată în simulare după moartea lui Vollmer (ca fiică a lui inexistentă). Stiller acceptă prezența ei, crezând că au avut odată o poveste de dragoste. Eva îi spune că a fost modelată după adevăratul Fred Stiller, o persoană pe care Eva o iubea, dar care a înnebunit din cauza puterii emanată de simularea lumii de sus. În timp ce Stiller este programat să moară într-o ambuscadă, Eva schimbă mințile celor doi Stiller și îl aduce pe Stiller simulat în lumea reală.

## Muzică
Cântecul popular „Westerwaldlied” și cântecul de dragoste german „Lili Marleen” sunt ambele prezentate într-o scenă extinsă în care Stiller caută un răgaz temporar într-un cabaret. În timpul scenei cu petrecerea din casa lui Siskins de la începutul filmului, Ingrid Caven cântă melodia „The Boys in the Back Room”. Melodia „Instrumental Albatros” a lui Fleetwood Mac este redată pe ambele generice ale celor două părți, precum și într-o scenă din partea a doua.

## Distribuție
- Klaus Löwitsch⁠(d) – Fred Stiller
- Mascha Rabben – Eva Vollmer
- Karl-Heinz Vosgerau⁠(d) – Herbert Siskins
- Adrian Hoven⁠(d) – Profesor Henry Vollmer
- Ivan Desny⁠(d) – Günther Lause
- Barbara Valentin – Gloria Fromm
- Günter Lamprecht – Fritz Walfang
- Margit Carstensen⁠(d) – Maya Schmidt-Gentner
- Wolfgang Schenck – Franz Hahn
- Joachim Hansen⁠(d) – Hans Edelkern
- Gottfried John⁠(d) – Einstein
- Rudolf Lenz⁠(d) – Hartmann
- Kurt Raab⁠(d) – Mark Holm
- Karl Scheydt – Detectiv Stuhlfauth
- Ernst Küsters – Bodyguard
- El Hedi ben Salem⁠(d) – Bodyguard
- Rainer Hauer – Inspector Lehner
- Ulli Lommel⁠(d) – Rupp
- Heinz Meier⁠(d) – Von Weinlaub
- Peter Chatel – Hirse
- Ingrid Caven⁠(d) – Uschi
- Eddie Constantine – Om în mașină
- Rainer Langhans⁠(d) – Chelner la petrecere

## Lansare
Miniserialul TV original a fost filmat în 16 mm PAL, care este sistemul standard în mare parte din Europa. O versiune restaurată a fost prezentată la cea de-a 60-a ediție a Festivalului Internațional de Film de la Berlin în 2010. A fost lansat și pe DVD, Regiunea 2, de către Kinowelt/Arthaus, ca parte a seriei premium Arthaus și de către Second Sight în Marea Britanie. De atunci, a fost proiectat la Festivalul Internațional de Film din Melbourne, Muzeul de Artă Modernă din New York, Rochester, Teatrul Dryden din N.Y., Arhiva de Filme Harvard, Teatrul Roxie din San Francisco, Cinemateca Cleveland, Teatrul Belcourt din Nashville, la Boulder's International Film Series (de la Universitatea din Colorado) și la Muzeul de Artă al Comitatului Los Angeles în 2010 și 2011, precum și la New Beverly Cinema din 2022.
Serialul a fost lansat pe Blu-ray și DVD (pe două discuri) de către The Criterion Collection în februarie 2012. Versiunea Criterion folosește sistemul nativ de codare HD Blu-ray cu 24 de către. De asemenea, a fost lansat pe Blu-ray în ediție limitată de Second Sight în februarie 2019, cu o simulare de 25 de cadre pe secundă a sistemului PAL.